# カジミール・マレーヴィチ
カジミール・セヴェリーノヴィチ・マレーヴィチ（ロシア語: Казими́р Севери́нович Мале́вич；ウクライナ語: Казимір Северинович Малевич:ポーランド語: Kazimierz Malewicz、1879年2月23日（ユリウス暦2月11日） - 1935年5月15日）は、ウクライナ・ソ連の芸術家。特に画家として知られ、戦前に抽象絵画を手掛けた最初の人物である。

## 概要
ロシア帝国領ウクライナのキエフ近郊の村に生まれる。両親はポーランド人であり、マレーヴィチにはウクライナ語で話し、ポーランド語で書き、後に習得したロシア語で活動を行うという語学的分裂が生まれたとされる。
1910年頃には、ピカソなどのキュビスムや未来派の強い影響を受けて派生した、色彩を多用しプリミティブな要素を持つ「立体＝未来派（クボ・フトゥリズム）」と呼ばれる傾向の作品を制作していた。その後の1910年代半ばに作風は一転し、無対象を主義とする「シュプレマティスム（絶対主義）」に達した。
彼が試みたのは、精神・空間の絶対的自由であり、ヨーロッパのモダニズムと「未来派」はここに「シュプレマティスム」という到達点へ至った。彼は前衛芸術運動「ロシア・アヴァンギャルド」の一翼を担い、純粋に抽象的な理念を追求し描くことに邁進した。作品は『黒の正方形（カンバスに黒い正方形を書いただけの作品）』や『白の上の白（の正方形）』（白く塗った正方形のカンバスの上に、傾けた白い正方形を描いた作品）など、意味を徹底的に排した抽象的作品を追求しており、戦前における抽象絵画の1つの到達点であるとも評価されている。また、その前衛的主張ゆえにロシア構成主義に大きな影響も与えた。
1920年代には、巨大建造物を想起させる『シュプレマティスム・アーキテクトン』シリーズという造形物を設計し構成。この頃、鮮やかな人物画を描くなどやや具象寄りの表現も行う。
やがてスターリン政権下のソ連で美術に対する考え方の保守化が徹底し、前衛芸術運動が否定され、芸術家は弾圧された。「生産主義」に走った多くの同志たちと袂を分かち、マレーヴィチは一介の絵師として写実的な具象絵画に戻り、その一生を終えている。
抽象絵画において最も極限まで達していながら、最終的には、ありふれた具象絵画に戻ったというマレーヴィチの生涯は、政治に翻弄された美術家の姿の典型かもしれないという言い方がされることもあるが、一般には白紙という究極の抽象に達したマレーヴィチには具象への回帰以外に芸術を続ける道がなかったのであるという評価がなされている。また、一見具象に戻ったように見える彼の作品も、それは見かけであり実際には主題の欠如（対象が描かれない）など独特の表現を含んだ非具象画であったとも言うことができる。

## 作品

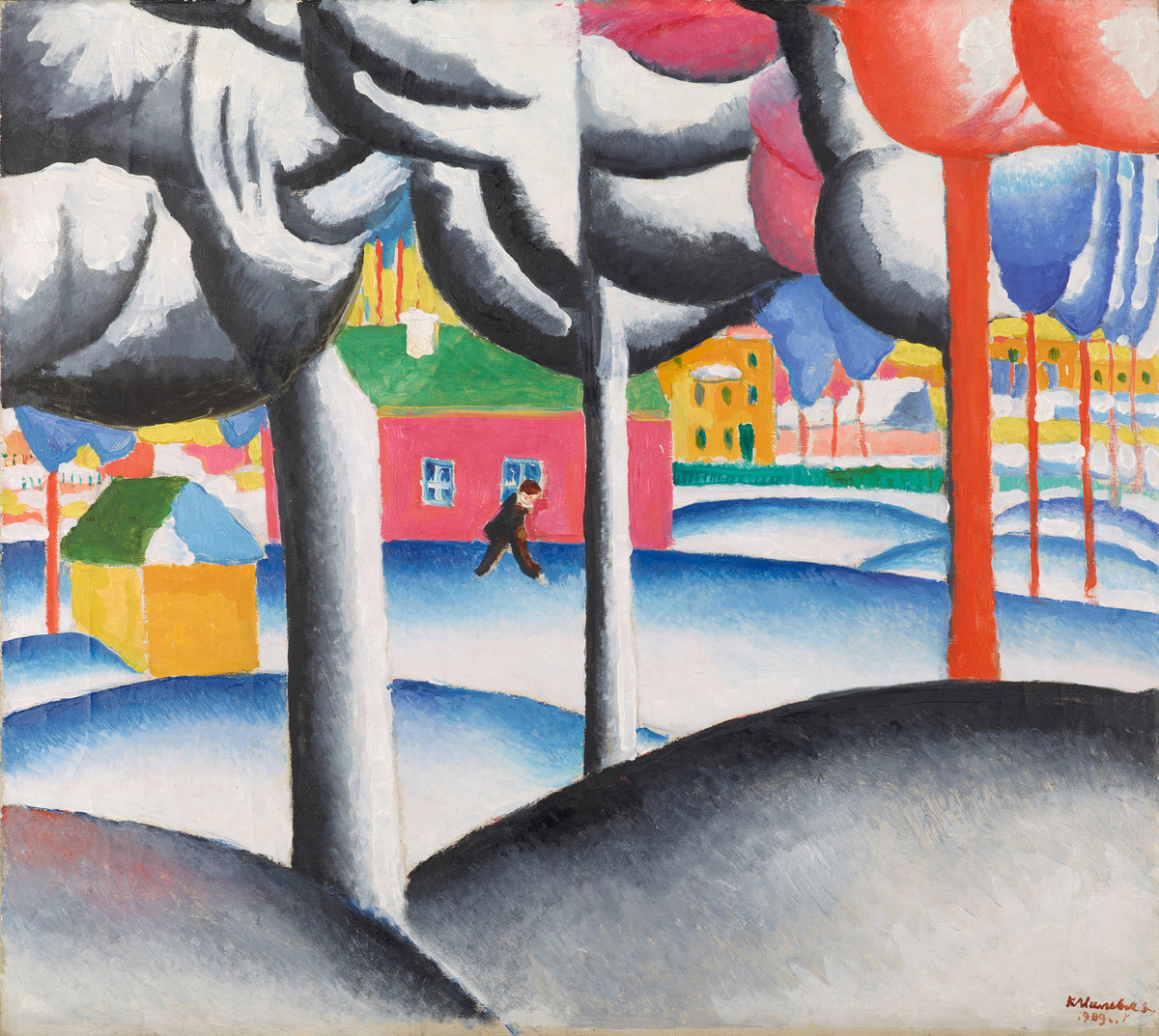
『冬』（1909年）

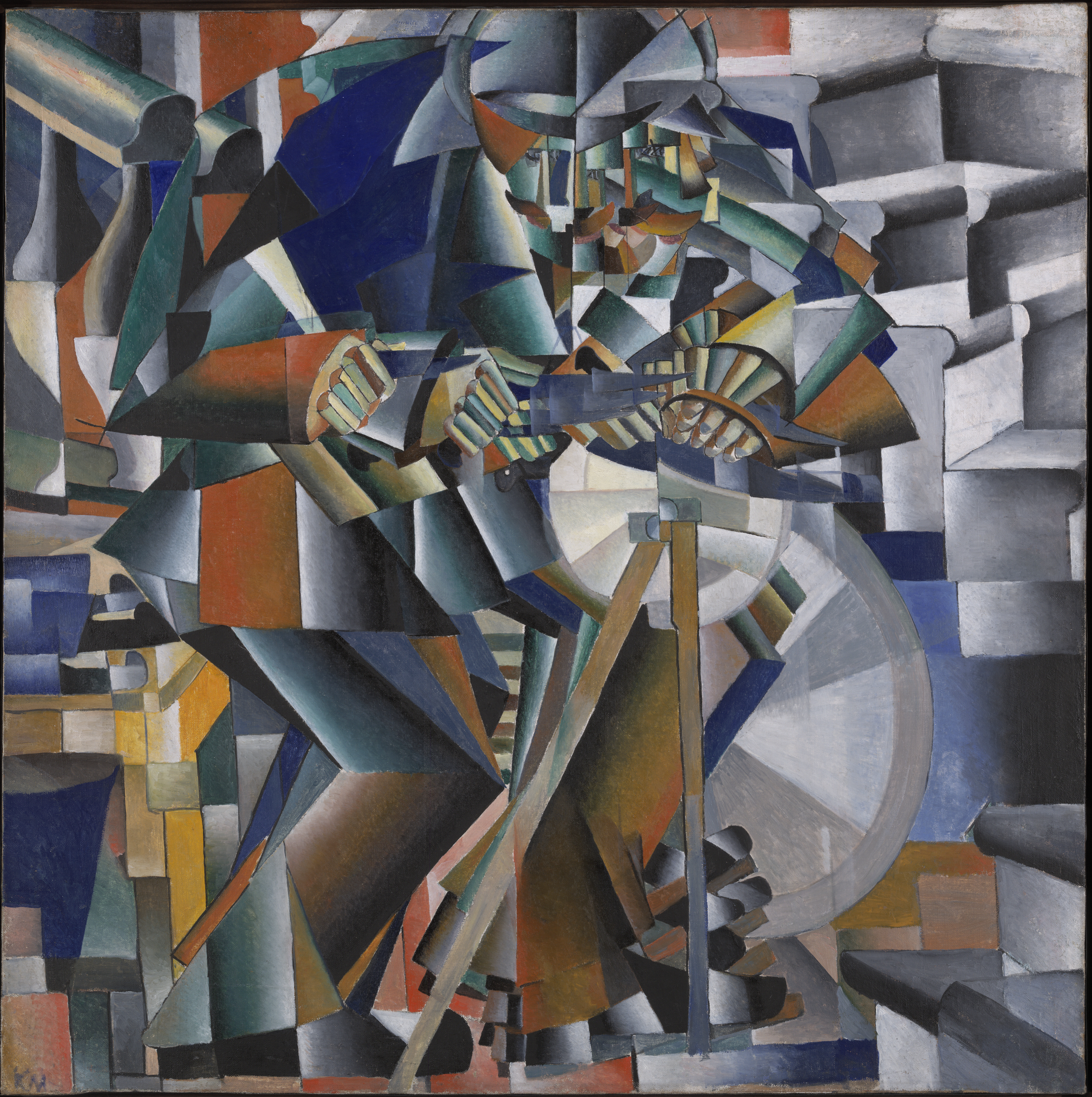
『The Knifegrinder』（1912年、Yale University Art Gallery）

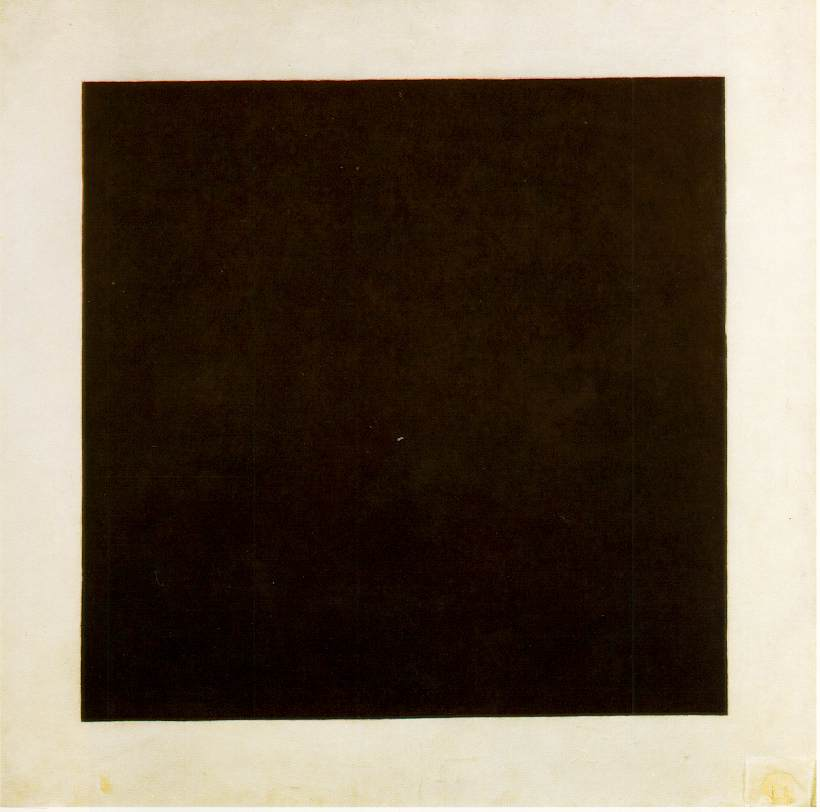
『黒の正方形』（1915年）

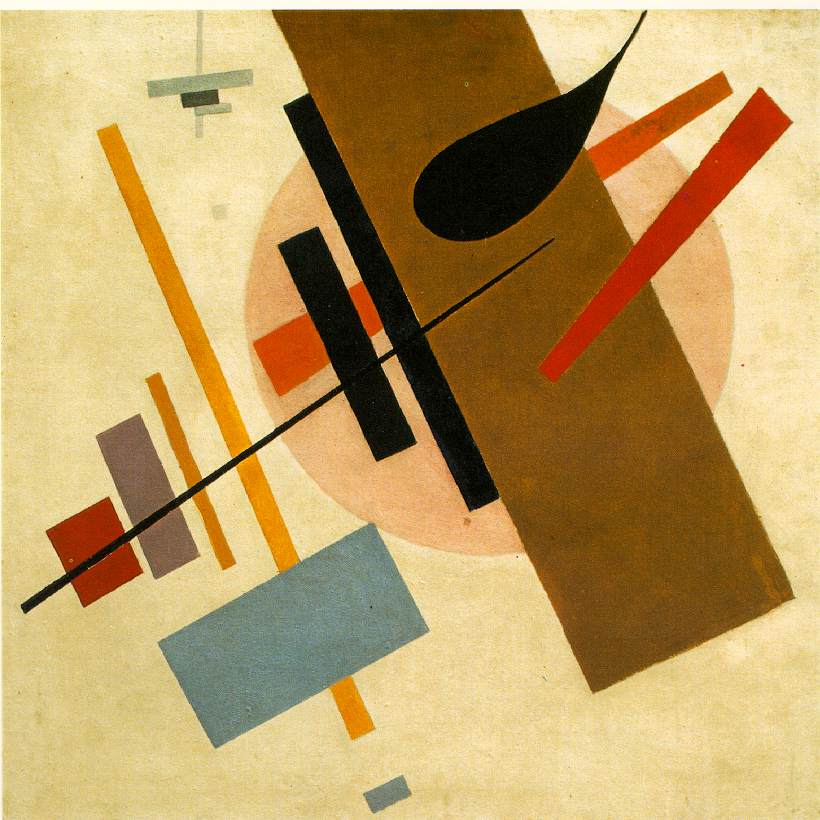
Suprematism マレーヴィチ、1916年-1917年作（Krasnodar Museum of Art、クラスノダール）

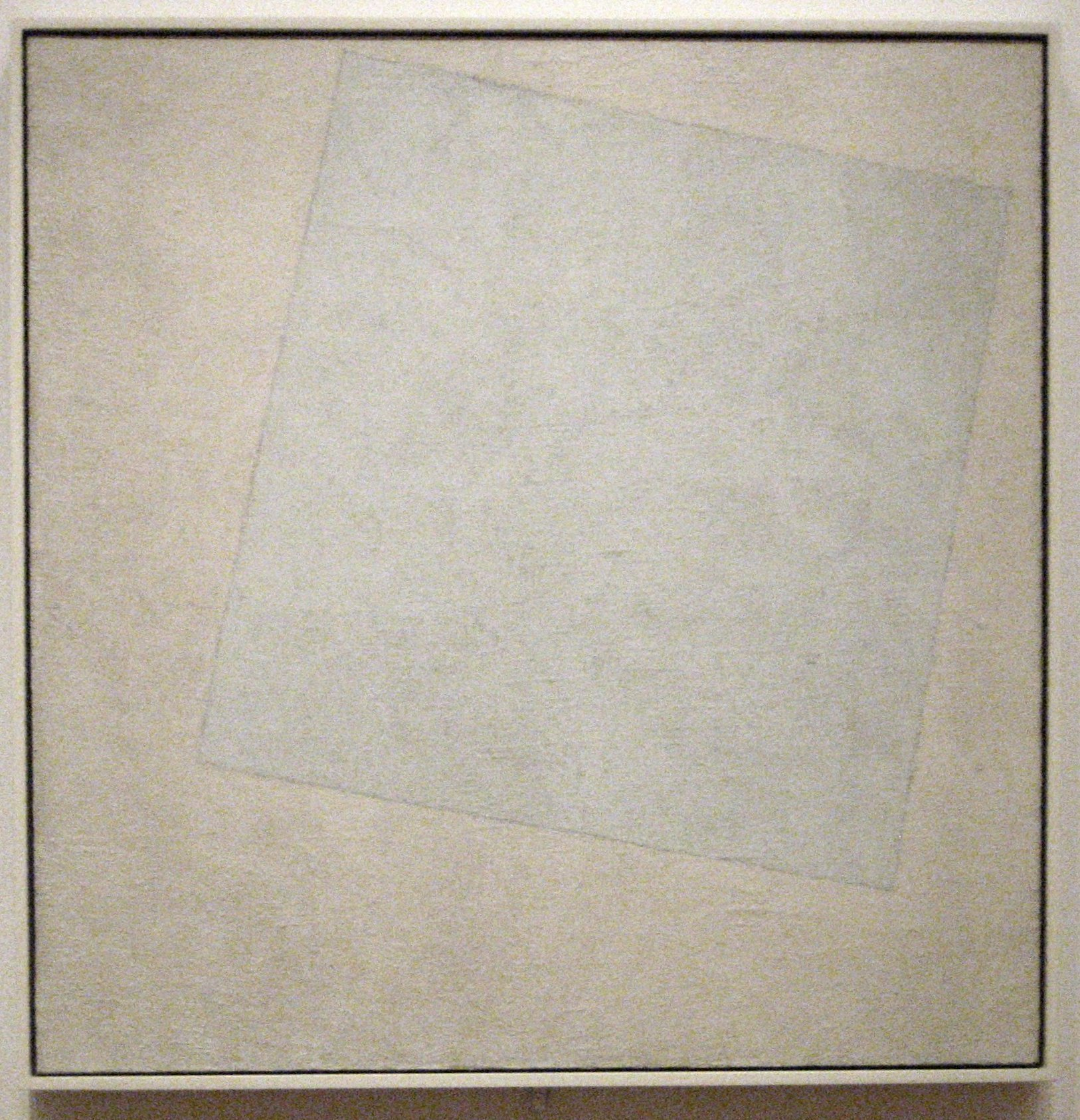
白のカンバスの上の『白の正方形』（1918年）。

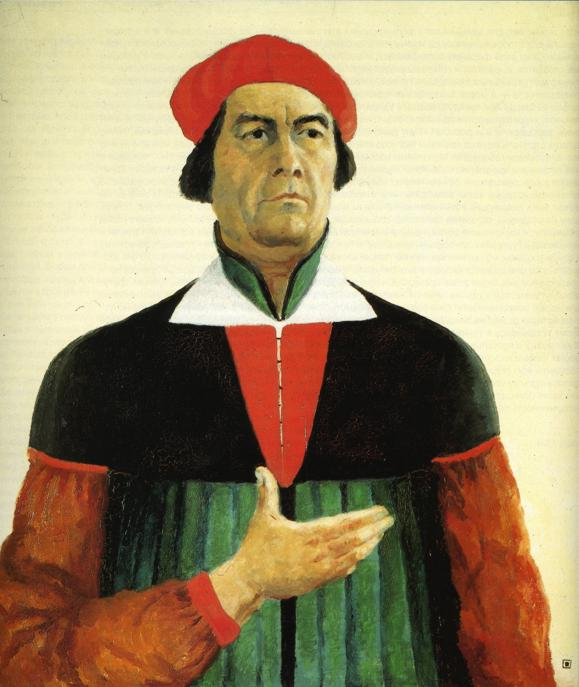
自画像（1933年、ロシア美術館）

### 絵画
- 庭の二人の女  Женщины в саду
- 花の女 Цветочница (1903年)
- 大通りで На бульваре (1903年)ロシア美術館
- 大通り Бульвар (1903年)
- 無職の女 Безработная девушка (1904年)
- 野々 Поля
- 春/生彩の庭 Весна/сад в цвету (1904年)
- 夏の風景 Летний пейзаж
- ビルケンハイン Birkenhain (1905年)
- 春 Весна (1905-1906年)
- 肖像/芸術一家の一人 Портрет члена семьи художника (1906年)
- 黄色い家のある風景 Пейзаж с желтым домом (1906年-1907年)
- フレスコ祈る人 Молитва (1907年)
- フレスコ自画像 Автопортрет (1907年)
- フレスコ天国凱旋 Триумф небес (1907年)
- フレスコ花摘む女 (1907年)
- フレスコオークとドリュアス Дуб и дриады (1907年)
- 結婚式 (1907年)
- 休息/シルクハットの社会 Отдых. Общество в цилиндрах (1908年)
- 風景 Пейзаж (1908年)
- 二人のドリュアス Две дриады (1908年)
- シュラウド Плащаница/Покров (1908年)
- 春/コテージとの風景 Весна. Пейзаж с домом. (1908年)
- 林檎の花 Яблоня в цвету (1908年)
- 自画像 (1908年)
- 水浴 Купальщицы (1908年)
- 森の川 Река в лесу (1908年)
- 冬 зима (1909年)
- レオニド・アンドレーエフ「破門」のワンシーン Сцена из драмы Леонида Андреева Анатэма (1909年)
- 静物 Натюрморт (1908年/1910年-1911年)
- 自画像（1910年、国立トレチャコフ美術館所蔵、モスクワ）[1]
- 洗う女 Прачка (1910年)
- 姉妹 Сестры (1910年)
- 町 Городок (1911年)
- 風呂で В бане (1910年-1911年)
- アルゼンチンポルカ Аргентинская полька (1911年)
- 入浴衆 Купальщик (1911年)
- 管区 Провинция (1911年-1912年)
- 床磨き Полотёр (1911年)
- 大通りで На бульваре (1911年)
- 浴場のペディキュア Педикюр в бане (1911年-1912年)
- 庭師 Садовник (1911年)
- 教会の農婦たち Крестьянки в церкви（1911年）[1]
- 墓地で Нa кладбище (1910-1911年)
- 柵の中の家 Дом в ограде (1911年)
- 女の頭/横顔 Женская голова в профиль (1911年-1912年)
- 祈る女 Молящаяся женщина (1911年-1912年)
- 収穫 Жатва (1911年)[2]
- 農夫 Пахарь (1911年)
- 台車の二人 Двое с ручной тележкой (1911年)
- 田舎の女/バケツと子供 Крестьянка с ведрами и ребенком (1912年)
- ライ麦の収穫 Урожай ржи (1912年)
- 刈取り Жница (1912年)
- 畑で В поле (1912年)
- 草刈り Косарь (1912年)
- バケツと女 Женщина с ведрами (1912年)
- 樵 Дровосек (1912年-1913年)
- 農民の少女の顔 Голова крестьянской девушки (1912年-1913年)
- 水バケツを運ぶ小作 Крестьянка идет по воду (1912年)
- イワン・クリューン（英語版、ウクライナ語版）の肖像 Портрет И.В. Клюна (1912年)
- 小作の頭 Голва крестьянина (1912年)
- 研ぎ師 Точильщик (1912年)
- 守衛 Сторож (1913年)
- 通過駅/クンセーヴォ Станция без остановки. Кунцево (1913年)
- 化粧箱 Дамская сумочка (1913年)
- M.V. マチューシンの肖像 Портрет М.В. Матюшина (1913年)
- 停留所の女性 Дама на трамвайной остановке (1913年)
- 机と部屋 Бюро и комната (1913年)
- 牛とヴァイオリン Корова и скрипка (1913年)
- 日食とモナリザ Солнечное затмение и Мона Лиза (1913年)
- V. Khlebnikov/A. Kruchenih/E. Guro.「Three」の表紙 Обложка к книге "Трое" В. Хлебникова, А. Крученых и Е.Гуро (1913年)
- Пилот. Иллюстрация к книге "Трое" В. Хлебникова, А, Крученых и Е. Гуро (1913年)
- シュプレマティズム絵画 - 黒い台形と赤い正方形（1915年、アムステルダム市立美術館所蔵）[1]
- 黒の正方形（1915年頃）
- 白の上の白（1918年）
- 大工 Плотник (1908年-1910年/1927年)
- 熊手をもつ女性（1930-32年　国立トレチャコフ美術館、モスクワ）[1]

### 衣装デザイン
- 『敵兵』オペラの舞台衣装デザイン[1]